# Oleksandr Nossalewytsch

Oleksandr Nossalewytsch

Oleksandr Modestowytsch Nossalewytsch (ukrainisch Олександр Модестович Носалевич; * 21. März 1874 in Bylytschi, heute Rajon Staryj Sambir, Ukraine; † 19. Januar 1959 in Wiesbaden) war ein ukrainischer Opernsänger.

## Leben und Wirken
Oleksandr Nossalewytsch wurde in die Familie des Priesters Modest Nossalewytsch hineingeboren. Er absolvierte das Gymnasium in Sambir und schloss 1898 Wiener Konservatorium bei Josef Gänsbacher ab. Anschließend verfeinerte er seine Gesangstechnik in Mailand. Die musikalische Laufbahn begann er im Chor des Lemberger Musikvereins Bojan. Zwischen 1897 und 1899 war er Solist im Chor der St.-Barbara-Kirche in Wien.
Sein Debüt als Opernsänger gab Nossalewytsch 1898 in der Wiener Volksoper. Im Sommer 1901 unternahm er gemeinsam mit Filomena Lopatynska eine Konzertreise in die westlichen Gebiete der Ukraine.
Nossalewytsch erlangte Berühmtheit als Mephistopheles in Charles Gounods Oper Faust. Zu seinen Opernpartien gehörten Rocco (Fidelio), Kaspar (Der Freischütz), Figaro (Der Barbier von Sevilla), Escamillo (Carmen), sowie die Rollen Hermann, Daland und Gernot in Opern Tannhäuser, Der fliegende Holländer und Götterdämmerung.
Sein Konzertrepertoire umfasste Werke von Mykola Lyssenko, Denys Sitschynskyj, Ostap Nyshankiwskyj, Wolfgang Mozart, Carl Maria von Weber, Johannes Brahms und Richard Wagner.
Während seiner Karriere war er Solist an zahlreichen Opernhäusern in Europa, darunter in Stuttgart (1899–1900), Altenburg (1901–1902), Hamburg (1902–1903), Königsberg und Nürnberg (1905–1908), Wien (1908–1920) sowie Wiesbaden (1920–1932). Regelmäßig kehrte er für Konzerte in die Westukraine zurück. Er trat in Städten wie Lwiw, Przemyśl, Stanislawiw, Kolomyja, Solotschiw, Sambir, Stryj und Sanok auf. Zudem beteiligte er sich aktiv an Taras-Schewtschenko-Gedenkkonzerten, interpretierte Werke von Mykola Lyssenko und ukrainische Volkslieder. Nosalewytsch förderte die ukrainische Musik, popularisierte ukrainische Lieder und unterstützte Musik- sowie Theatergruppen in Galizien finanziell. Er trat als Bühnenpartner von Salomea Kruschelnytska auf.
Oleksandr Nossalewytsch war der Cousin des Tenors Modest Menzynskyj.